# Teleférico del Teide
De Teleférico del Teide (Nederlands: Kabelbaan van de Teide) is de hoogste kabelbaan van Spanje, gelegen bij El Teide, een vulkaan op Tenerife. De kabelbaan brengt personen en/of goederen van het basisstation op 2356 meter naar 3555 meter boven de zeespiegel, 163 meter onder de top van de Teide. De kabelbaan overbrugt de afstand van 2482 meter en een hoogteverschil van 1199 meter in acht minuten. De cabines kunnen maximaal 44 personen vervoeren.
De kabelbaan werd in 1971 operationeel en in vijf jaar tijd gebouwd door het Italiaanse bedrijf Ceretti & Tanfani en in 1999 gemoderniseerd door Doppelmayr. De motor die de kabelbaan aandrijft tot een maximale snelheid van 8 m/s heeft een vermogen van ongeveer 880 kW.
Om veiligheidsredenen wordt de kabelbaan niet gebruikt bij harde wind en bij ijzel.

## Galerij

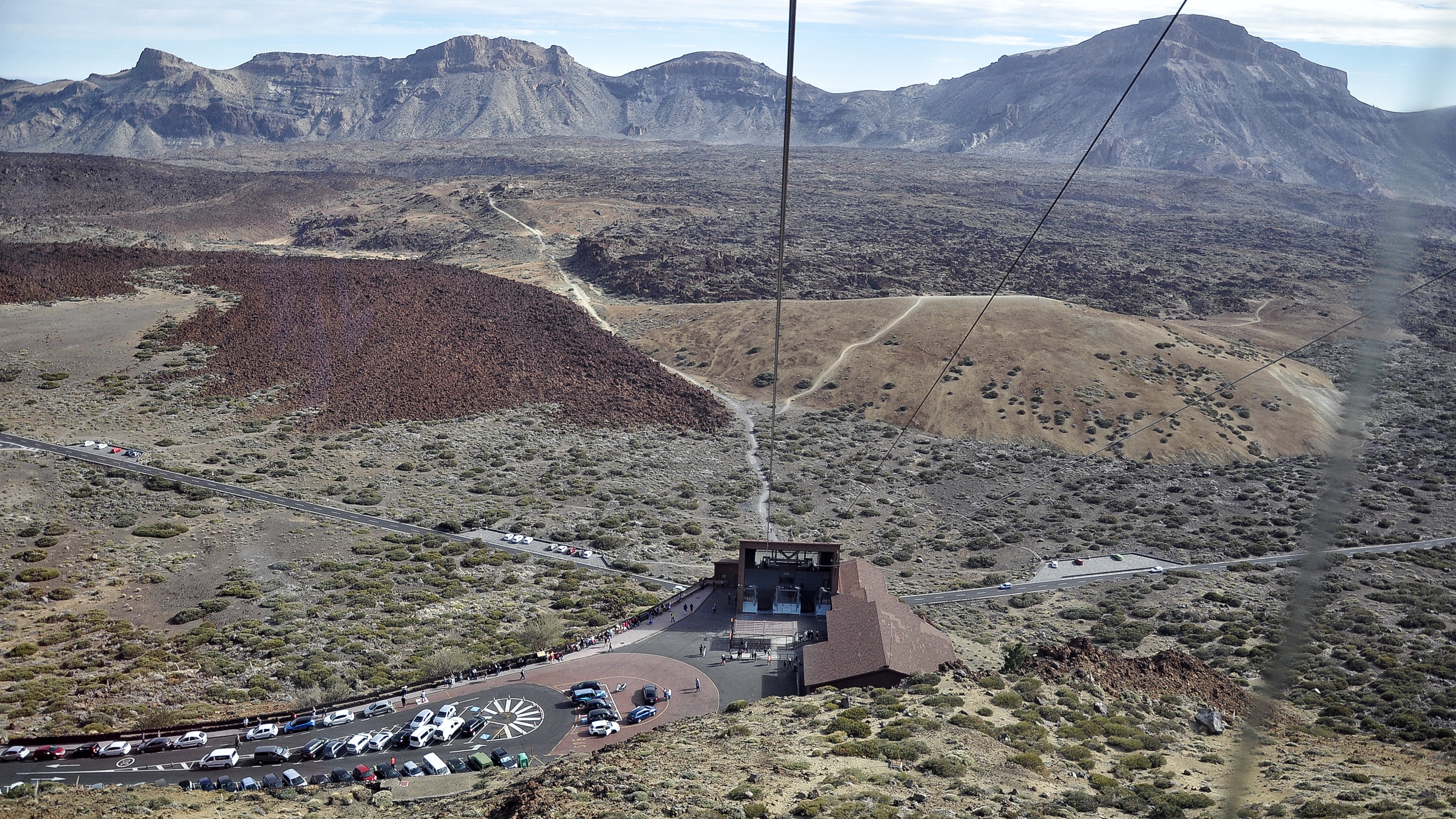
Het basisstation
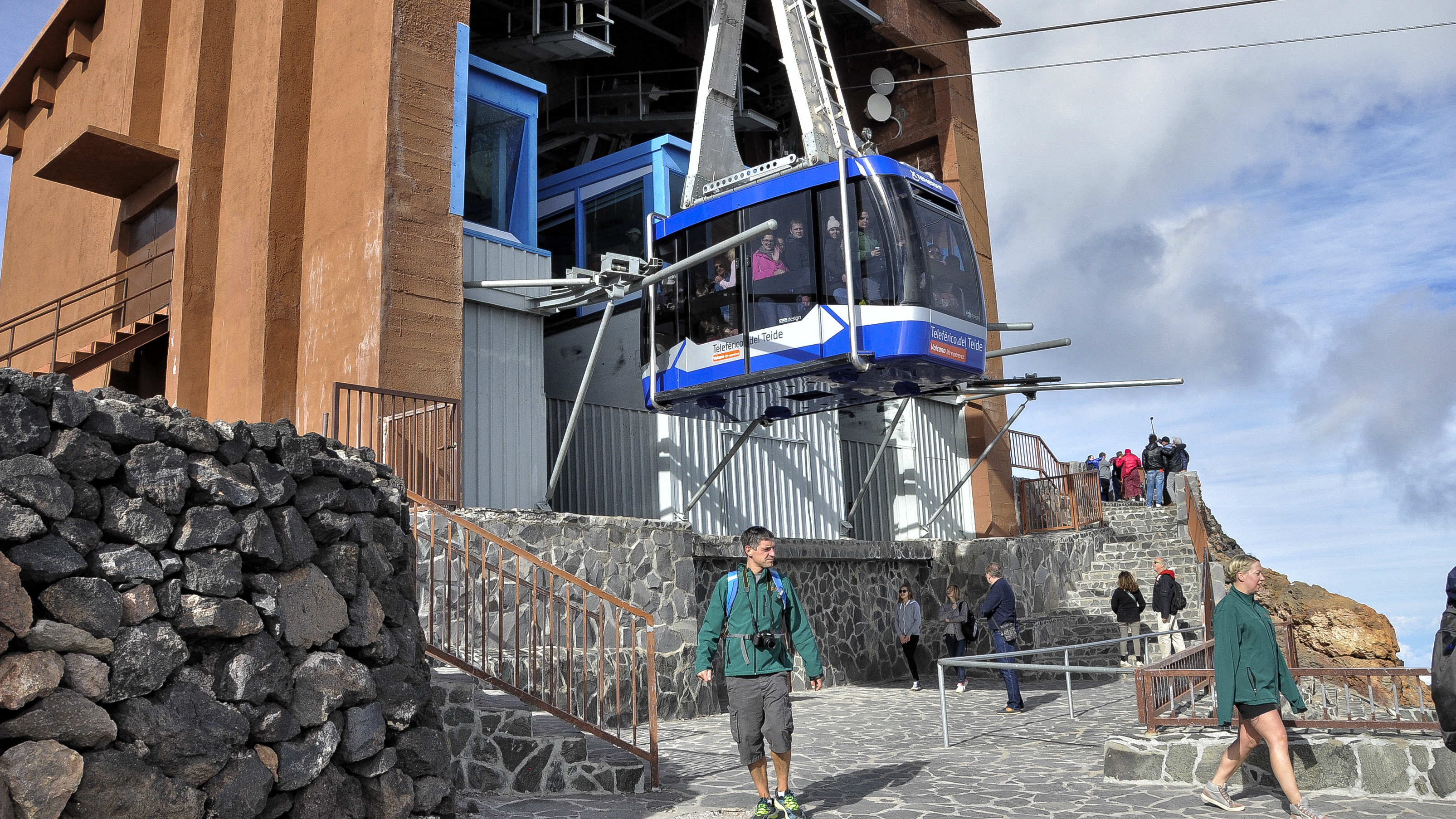
Op 3555 m hoogte
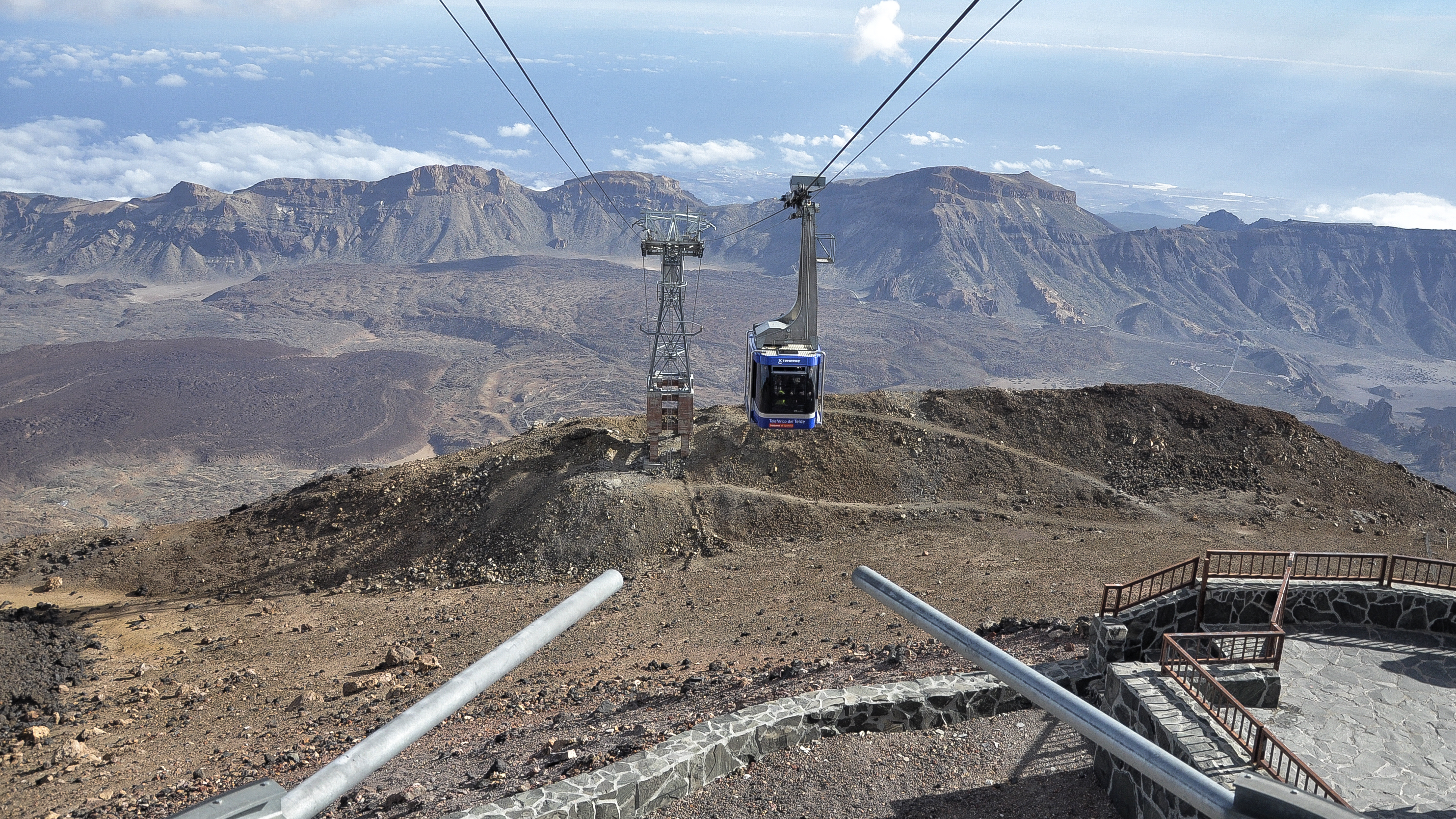
De kabelbaan in de oude caldeira van Las Cañadas